# Корчів (зупинний пункт)
Корчі́в — пасажирська зупинна залізнична платформа Львівської дирекції Львівської залізниці.
Розташована у с. Корчів Сокальського району Львівської області на лінії Рава-Руська — Червоноград між станціями Белз (14 км) та Угнів (8 км).
Станом на грудень 2016 р. на платформі зупиняються приміські поїзди.